# Хобзей Наталія Василівна
На́талія Ва́силівна Хобзе́й (24 травня 1964 — 21 серпня 2018, Львів) — український мовознавець (діалектолог, лексикограф, лексиколог, етнолінгвіст), кандидат філологічних наук, завідувач відділу української мови Інституту українознавства імені І. Крип'якевича НАН України, співавтор фундаментальних словників-лексиконів.

## До життєпису
Закінчила філологічний факультет Львівського державного університету імені Івана Франка. Потім Наталя Хобзей навчалася в аспірантурі відділу історичної лексикографії — й у 1995 році захистила кандидатську дисертацію на тему: «Міфологічна лексика українських говорів Карпатського ареалу», над якою працювала у відділі української мови інституту українознавства імені І. Крип'якевича НАН України під керівництвом доктора філологічних наук, професора Ярослави Закревської.
Працювала спочатку науковим співробітником, а потім завідувачкою відділу української мови інституту українознавства імені І. Крип'якевича НАН України у Львові. Була дружиною заступника міністра освіти України Павла Хобзея.
Раптово померла 21 серпня 2018 року. Парастас за померлою відбувся 22 серпня у Передпоховальній каплиці Івана Хрестителя, що на вул. Пекарській, 52. 23 серпня у Гарнізонному храмі святих апостолів Петра і Павла відбувся чин похорону, а поховали Наталію Хобзей у родинному гробівці на полі 76 Личаківського цвинтаря.

## Наукова і громадська діяльність
Голова мовознавчої комісії Наукового товариства імені Шевченка, член етнолінгвістичної та діалектологічної комісій Міжнародного комітету славістів.
Член редколегії серійних видань у Польщі «Gwary dziś», «Studia Łomżyńskie».
Активно працювала як видавець. Під її керівництвом було підготовано до друку і видано:
- 2006 — «Арґо в Україні» Олекси Горбача — це перевидання діаспорного видання габілітаційної дисертації «Арґо на Україні» відомого українського мовознавця-емігранта Олекси Горбача, яку він захистив у лютому 1951 року в Українському Вільному Університеті у Мюнхені.
- 2008 — «Наддністрянський регіональний словник» Гаврила Шила, створений на підставі значної за обсягом лексичної картотеки, що зберігалася у відділі діалектології Інституту української мови HAH України.

Засновник та відповідальний редактор наукового збірника «Діалектологічні студії», серійного видання «Діалектологічна скриня», Голова редакційної колегії збірників серії «Історія мови», Член редколегії журналу «Міфологія і фольклор».

## Публікації
Автор понад 100 наукових праць, що стосуються діалектології, лексики та етнолінгвістики. Багато працювала із матеріалами про гуцулів. Була співавторкою короткого словника «Гуцульські говірки» (1997), укладачем етнолінгвістичного словника «Гуцульська міфологія» (2002), а також відповідальним редактором праць «Скарби гуцульського говору» (2008): «Березовú» — Миколи Неґрича та «Росішка» — Миколи Грицака. Співавтор «Лексикону львівського: поважно і на жарт» (колектив авторів — Хобзей Н., Сімович О., Ястремська Т., Дидик-Меуш Г.), що у 2009 році став найкращою книжкою Форуму видавців у Львові.
Була автором ідеї та співавтором словника «Гуцульські світи. Лексикон» (2013).

## Відзнаки
Нагороджена Почесною грамотою Президії НАН України і Центрального комітету профспілки працівників НАН України — за багатолітню плідну працю вченого-лінгвіста, вагомі здобутки у професійній діяльності та особистий внесок у розвиток наукових досліджень з української діалектології й лексикографії (2014).